# The Hooters

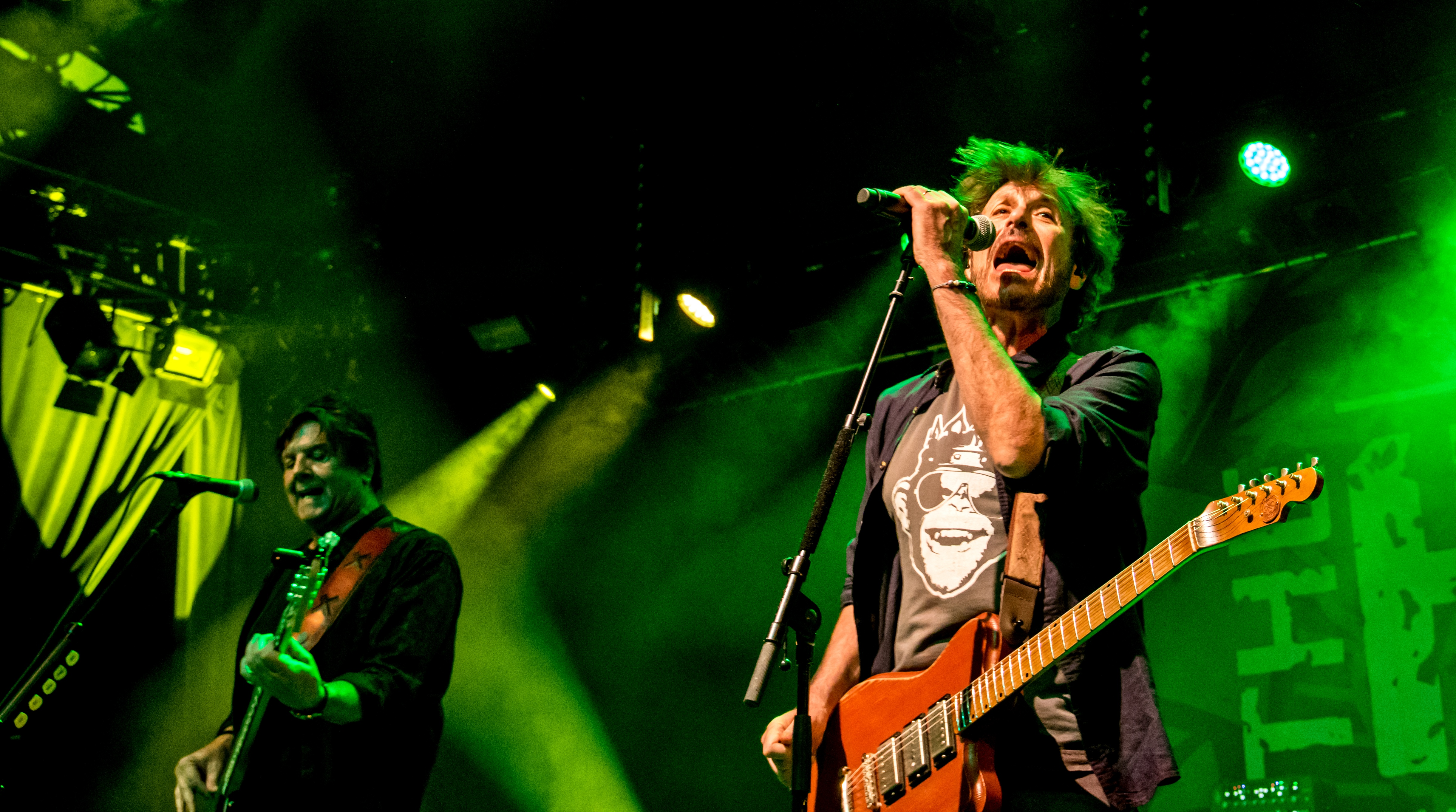
The Hooters, Zelt-Musik-Festival em 2018 Freiburg, Alemanha

The Hooters é uma banda norte-americana formada na Filadélfia, Pensilvania, em 1980. No dia 13 de julho de 1985 se apresentaram no evento Live Aid, alcançando notoriedade internacional pela primeira vez. Eric Bazilian e Rob Hyman tocaram e compuseram juntos com a cantora Cyndi Lauper nos álbuns She's So Unusual, Hat Full of Stars, Merry Christmas ... Have a Nice Life e Shine, além da banda ter gravado uma música em parceria da cantora "Boys Will Be Boys". Rob Hyman também fez um dueto com Cyndi Lauper em Cyrus in the Moonlight.
Os Hooters gravaram uma versão da música "Time After Time", que Lauper escreveu em parceria com Hyman.

## Integrantes
- Eric Bazilian - vocais, guitarra, mandolin, instrumentos de corda e sopro
- Rob Hyman - vocais, órgão Hammon, acordeão, teclados
- David Uosikkinen - bateria, percussão
- John Lilley - guitarra, vocais
- Fran Smith, Jr - baixo, vocais

## Discografia
- Amore (1983)
- Nervous Night (1985)
- One Way Home (1987)
- Zig Zag (1989)
- Out of Body (1993)
- The Hooters Live (1994)
- Hooterization: A Retrospective (1996)
- Time Stand Still (2007)
- Rocking & Swing (2023)